# 타박타박 역사기행
타박타박 역사기행은 강응천이 진행하는 MBC 표준FM의 역사 정보 전문 라디오 프로그램이다. 2014년 MBC 라디오 가을 개편으로 타박타박 세계사의 후속작으로 신설되었다가 2019년 MBC 라디오 봄 개편으로 인해 5년 만에 폐지되었다.

## 프로그램 구성
크게 다음과 같은 5개의 토막으로 이루어진다.
- 역사 여행자를 위한 안내서 - 최근 이슈와 그 이슈와 관계된 한국사 혹은 세계사의 배경에 대해 이야기 나눠본다.
- 옛 편지의 향기를 읽다 - 조선 사람들은 다른 사람들과 말 이외에 어떻게 소통했을까?

그 때 사람들도 지금의 사람들과 비슷한 감성으로 편지에 어떤 내용을 담았을지
현재까지 남아있는 편지(간찰)를 통해 그 시대의 감성을 읽어본다.
- 게스트 / 대구 카톨릭대 임유경 한국어문학부 교수
- 역사 대 역사 - 임진왜란에 왜놈들의 소총에 무기력하게 당하고 있을 때 서양에서는 어떤 무기를 앞세워 전쟁을 했을까?

같은 시간에 서로 다른 지역에서 어떤 역사가 웅크리고 있었을까?
동시대의 연표를 펼쳐 다른 지역의 역사를 서로 비교해보는 시간.
- 게스트 / 역사저술가 김성환

## 같이 보기
관련 항목
- 역사

방송 프로그램
- 역사놀이패 아리아리 (EBS 1TV)